# Gordon Bagier
Gordon Alexander Thomas Bagier (ur. 7 lipca 1924, zm. 8 kwietnia 2012) – brytyjski polityk, deputowany Izby Gmin.

## Działalność polityczna
Był politykiem Partii Pracy i w  okresie od 15 października 1964 do 11 czerwca 1987 reprezentował okręg wyborczy Sunderland South w brytyjskiej Izbie Gmin.